# Косовица
Косовица је насеље у Србији у општини Ивањица у Моравичком округу. Према попису из 2022. било је 121 становника (према попису из 1991. било је 336 становника).
Овде се налази Црква Светог Николе у Косовици.

## Демографија
У насељу Косовица живи 218 пунолетних становника, а просечна старост становништва износи 52,7 година (47,1 код мушкараца и 58,2 код жена). У насељу има 99 домаћинстава, а просечан број чланова по домаћинству је 2,42.
Ово насеље је великим делом насељено Србима (према попису из 2002. године), а у последња три пописа, примећен је пад у броју становника.
|  |

| Демографија | Демографија | Демографија |
| Година      | Становника  | Становника  |
| ----------- | ----------- | ----------- |
| 1948.       | 813         |             |
| 1953.       | 860         |             |
| 1961.       | 824         |             |
| 1971.       | 661         |             |
| 1981.       | 473         |             |
| 1991.       | 336         | 334         |
| 2002.       | 240         | 240         |

| Етнички састав према попису из 2002.‍ | Етнички састав према попису из 2002.‍ | Етнички састав према попису из 2002.‍ | Етнички састав према попису из 2002.‍ | Етнички састав према попису из 2002.‍ |
| ------------------------------------ | ------------------------------------ | ------------------------------------ | ------------------------------------ | ------------------------------------ |
|                                      |                                      |                                      |                                      |                                      |
| Срби                                 | Срби                                 |                                      | 229                                  | 95,41%                               |
| Југословени                          | Југословени                          |                                      | 1                                    | 0,41%                                |
| непознато                            | непознато                            |                                      | 9                                    | 3,75%                                |

| Година пописа     | 1948. | 1953. | 1961. | 1971. | 1981. | 1991. | 2002. |
| ----------------- | ----- | ----- | ----- | ----- | ----- | ----- | ----- |
| Број домаћинстава | 108   | 117   | 135   | 138   | 129   | 124   | 99    |

| Број чланова      | 1  | 2  | 3 | 4  | 5 | 6 | 7 | 8 | 9 | 10 и више | Просек |
| ----------------- | -- | -- | - | -- | - | - | - | - | - | --------- | ------ |
| Број домаћинстава | 34 | 34 | 8 | 10 | 6 | 5 | 2 | 0 | 0 | 0         | 2,42   |

| Пол    | Укупно | Неожењен/Неудата | Ожењен/Удата | Удовац/Удовица | Разведен/Разведена | Непознато |
| ------ | ------ | ---------------- | ------------ | -------------- | ------------------ | --------- |
| Мушки  | 109    | 35               | 65           | 8              | 1                  | 0         |
| Женски | 118    | 13               | 66           | 38             | 1                  | 0         |
| УКУПНО | 227    | 48               | 131          | 46             | 2                  | 0         |

| Пол    | Укупно                    | Пољопривреда, лов и шумарство | Рибарство                            | Вађење руде и камена | Прерађивачка индустрија       |
| ------ | ------------------------- | ----------------------------- | ------------------------------------ | -------------------- | ----------------------------- |
| Мушки  | 54                        | 34                            | 0                                    | 0                    | 15                            |
| Женски | 58                        | 51                            | 0                                    | 0                    | 6                             |
| УКУПНО | 112                       | 85                            | 0                                    | 0                    | 21                            |
| Пол    | Производња и снабдевање   | Грађевинарство                | Трговина                             | Хотели и ресторани   | Саобраћај, складиштење и везе |
| Мушки  | 1                         | 2                             | 1                                    | 0                    | 0                             |
| Женски | 0                         | 0                             | 0                                    | 1                    | 0                             |
| УКУПНО | 1                         | 2                             | 1                                    | 1                    | 0                             |
| Пол    | Финансијско посредовање   | Некретнине                    | Државна управа и одбрана             | Образовање           | Здравствени и социјални рад   |
| Мушки  | 0                         | 0                             | 0                                    | 1                    | 0                             |
| Женски | 0                         | 0                             | 0                                    | 0                    | 0                             |
| УКУПНО | 0                         | 0                             | 0                                    | 1                    | 0                             |
| Пол    | Остале услужне активности | Приватна домаћинства          | Екстериторијалне организације и тела | Непознато            | Непознато                     |
| Мушки  | 0                         | 0                             | 0                                    | 0                    | 0                             |
| Женски | 0                         | 0                             | 0                                    | 0                    | 0                             |
| УКУПНО | 0                         | 0                             | 0                                    | 0                    | 0                             |